# 18994 Nhannguyen
18994 Nhannguyen este un asteroid din centura principală de asteroizi.

## Descriere
18994 Nhannguyen este un asteroid din centura principală de asteroizi. A fost descoperit pe 5 septembrie 2000 la Socorro, New Mexico, în cadrul proiectului LINEAR. Asteroidul prezintă o orbită caracterizată de o semiaxă mare de 2,37 ua, o excentricitate de 0,15 și o înclinație de 7,4° în raport cu ecliptica.